# 프로인드-루빈 콤팩트화
이론물리학에서 프로인드-루빈 콤팩트화(Freund-Rubin compact化, 영어: Freund–Rubin compactification)는 미분 형식 전기역학을 물질로 갖는 일반 상대성 이론의 시공간이 자연스럽게 갖는, 초구와 반 더 시터르 공간의 곱공간의 꼴의 해이다.

## 전개
{\displaystyle D}차원 시공간 위에, 일반 상대성 이론과 {\displaystyle p}차 형식 게이지 장이 존재한다고 하자. 즉, 장 방정식은 다음과 같다.
{\displaystyle R_{\mu \nu }-{\frac {1}{2}}Rg_{\mu \nu }=8\pi GT_{\mu \nu }}
{\displaystyle \nabla _{\mu _{1}}F^{\mu _{1}\mu _{2}\cdots \mu _{p}}=0}
{\displaystyle T_{\mu _{p}}{}^{\nu _{p}}=F_{\mu _{1}\mu _{2}\cdots \mu _{p}}F^{\nu _{1}\nu _{2}\cdots \nu _{p}}-{\frac {1}{2p}}F_{\rho _{1}\rho _{1}\cdots \rho _{p}}F^{\sigma _{1}\sigma _{2}\cdots \sigma _{p}}\delta _{\mu _{p}}^{\nu _{p}}}
이 경우, 공간
{\displaystyle \mathbb {S} ^{p}\times \operatorname {AdS} _{D-p}}
위에 다음과 같은 장론의 해를 정의할 수 있다. (여기서 {\displaystyle \mathbb {S} ^{p}}는 {\displaystyle p}차원 초구이며, {\displaystyle \operatorname {AdS} _{D-p}}는 {\displaystyle D-p}차원 반 더 시터르 공간이다.)
{\displaystyle R_{D-p}=-8\pi G{\frac {(s-1)(d-s)}{(d-2)}}}
{\displaystyle R_{p}=8\pi G{\frac {(d-s-1)}{(d-2)}}}
{\displaystyle F^{\mu _{1}\mu _{2}\cdots \mu _{p}}\propto \epsilon _{\mathbb {S} ^{p}}^{\mu _{1}\mu _{2}\cdots \mu _{s}}}
여기서 {\displaystyle \epsilon _{\mathbb {S} ^{p}}^{\mu _{1}\mu _{2}\cdots \mu _{s}}}는 초구 {\displaystyle \mathbb {S} ^{p}}의 레비치비타 기호이며, {\displaystyle R_{p}}는 초구 {\displaystyle \mathbb {S} ^{p}}의 스칼라 곡률, {\displaystyle R_{D-p}}는 {\displaystyle \operatorname {AdS} _{D-p}}의 스칼라 곡률이다. 이를 프로인드-루빈 콤팩트화라고 한다.
S-이중성에 의하여, {\displaystyle p}차 장세기를 {\displaystyle D-p}차 장세기 {\displaystyle {\tilde {F}}=*F}로 쌍대화할 수 있으며, 이에 대한 프로인드-루빈 콤팩트화는 반대로 {\displaystyle \mathbb {S} ^{D-p}\times \operatorname {AdS} _{p}}가 된다.

## 예
11차원 초중력은 3차 형식 퍼텐셜 {\displaystyle A_{\mu \nu \rho }} (즉, 4차 형식 장세기 {\displaystyle F_{\mu \nu \rho \sigma }})을 가지며, 따라서 이 이론은 자연스럽게 {\displaystyle \mathbb {S} ^{4}\times \operatorname {AdS} _{7}} 또는 {\displaystyle \mathbb {S} ^{7}\times \operatorname {AdS} _{4}}로 콤팩트화된다.
마찬가지로, 10차원 IIB 초중력은 자연스럽게 {\displaystyle \mathbb {S} ^{5}\times \operatorname {AdS} _{5}}로 콤팩트화된다.
이 세 콤팩트화들은 AdS/CFT 대응성에 핵심적으로 등장하며, 각각 M5-막 · M2-막 · D3-막에 대응한다.

## 역사
루마니아 태생의 물리학자 피터 조지 올리버 프로인드(영어: Peter George Oliver Freund, 루마니아어: Peter George Oliver Freund 페테르 제오르제 올리베르 프레운드[*], 1936~)와 미국의 마크 루빈(영어: Mark A. Rubin)이 1980년에 도입하였다.